# 모바일 헬스
모바일 헬스(또는 mHealth, m-health)는 의학 및 공중보건에서 모바일 장치를 활용하는 개념을 의미한다.
특히 핸드폰, 스마트폰, PDA, 노트북 등의 이동 통신 수단이나 스마트 워치 등의 웨어러블 디바이스를 이용하여 건강 정보 제공, 건강 데이터 기록 및 수집 등의 건강 관리 서비스, 또는 의료 행위를 제공하는 것을 의미한다.
WHO에서는 모바일 헬스를 "eHealth의 한 종류로, 모바일 장치를 활용한 공중보건 및 의료 활동"으로 정의하고 있으며, 핸드폰을 이용한 음성, 문자 메시지, 2.5G 및 3G, 4G, GPS, 블루투스 등 다양한 기술의 활용을 명시하였다.
또한 모바일 헬스는 ICT를 적극 사용하여 컴퓨터, 핸드폰, 통신위성, 다양한 모니터링 장치 등을 이용하여 건강 서비스 및 정보를 제공하는 것을 목표로 한다.
구체적으로 모바일 헬스 앱에는 지역사회 주민들의 일상 및 비정상 건강 데이터 수집 활용, 보건 종사자 및 일반인에게 건강 관리 정보의 제공, 바이탈 사인의 실시간 모니터링, 모바일 원격의료를 통한 직접 치료 제공, 모바일 기기를 통한 보건 종사자의 협업 및 교육 등이 포함된다.
기존의 모바일 헬스는 주로 선진국을 대상으로 적용되었으나, 개발도상국에서 스마트폰 등의 모바일 기기의 보급이 확대됨에 따라 이들을 대상으로 하는 애플리케이션 역시 증가하는 추세이다.
결과적으로 모바일 헬스는 개발도상국의 국민들에게 건강 정보에 대해 더 많은 접근을 제공하고, 양질의 의료 서비스를 제공 할 수 있도록 하여 보건 시스템의 역량을 향상시키고 건강 불평등을 완화하는 수단으로 작용하고 있다.
모바일 헬스케어는 건강 관리 및 건강 관련 정보에 대하여 접근성을 증가시키는 등 다양한 목표로 운영된다. 특히 지리적, 물리적, 사회적 요인 등으로 발생한 건강소외계층에 대하여 건강문해력을 증가시키고, 질병의 적절한 진단 및 추적관찰, 정확하고 실행이 용이하며 시기적절한 공중보건 및 건강 정보를 공급하는 것을 목표로 한다. 동시에 의료 종사자를 위한 지속적인 보건 교육 및 임상 훈련에 대한 접근성을 확대하고자 한다.

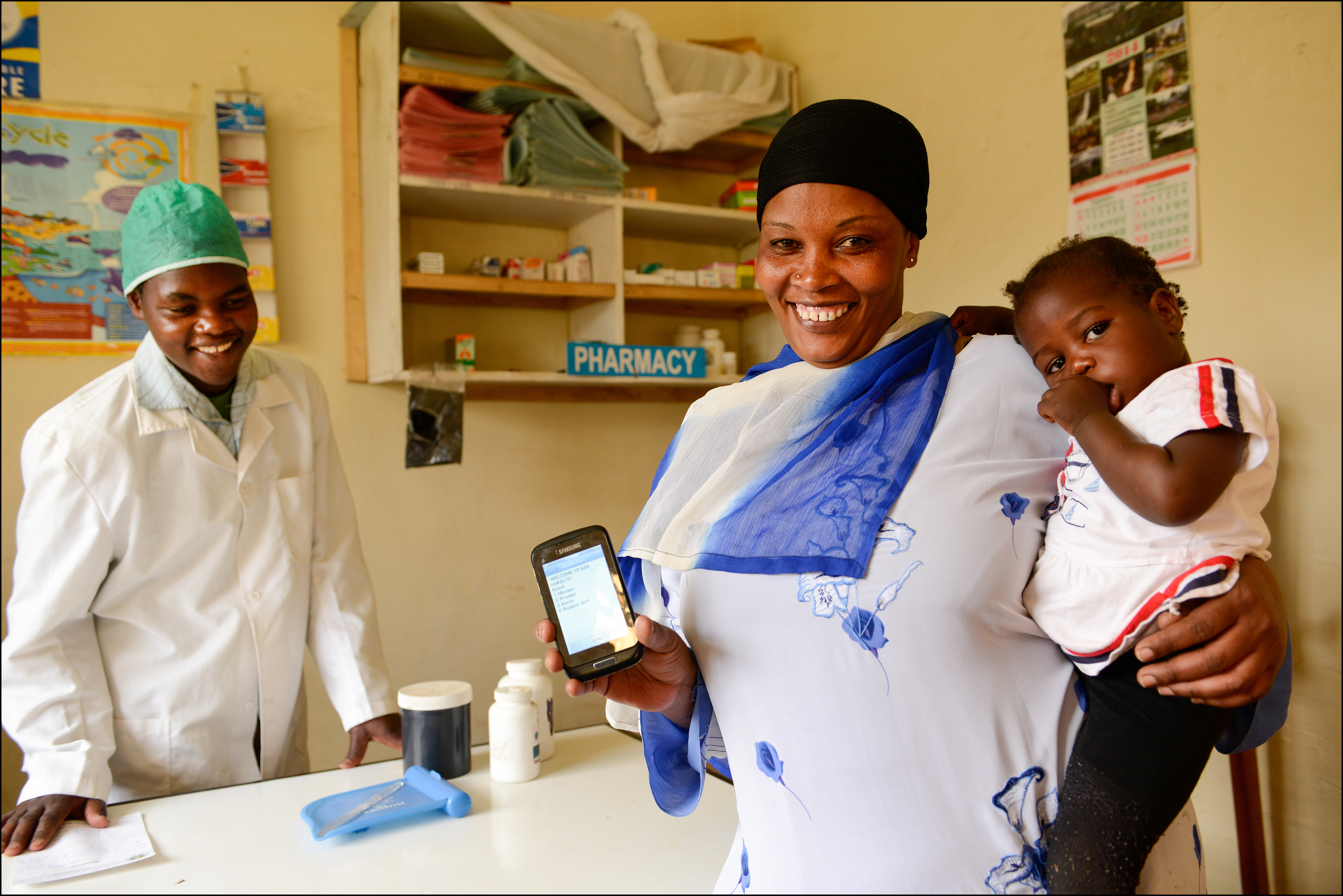
모바일 헬스 앱을 사용하는 모습

전 세계 디지털 헬스 시장의 전체 규모는 2018년 430억 파운드에 달하는 것으로 추정된다.
전세계 모바일 헬스 앱 시장은 2018년 기준으로 283억 달러의 규모를 가진 것으로 추산되며, 스마트폰의 보급과 함께 29.3%의 연평균 성장률(CAGR)을 보이며 2023년에는 1023.5억 달러 규모로 성장할 것으로 예측된다. 또한 전세계의 모바일 의료기기 시장은 2015년의 3710억 달러 규모에서 5%의 연평균 성장률(CAGR)과 함께 2030년에는 7950억 달러 규모에 이르게 될 것으로 전망된다. 원격 모니터링 의료장치를 사용하는 인원은 2016년 기준 710만 명에 달하며, 2021년에는 5020만 명이 사용할 것으로 예측된다. 원격 모니터링을 통하여 환자들은 불필요하게 병원 및 의원을 방문하는 횟수가 줄어들게 되며, 2025년까지 총 190억 달러의 시장이 형성될 것으로 기대된다.

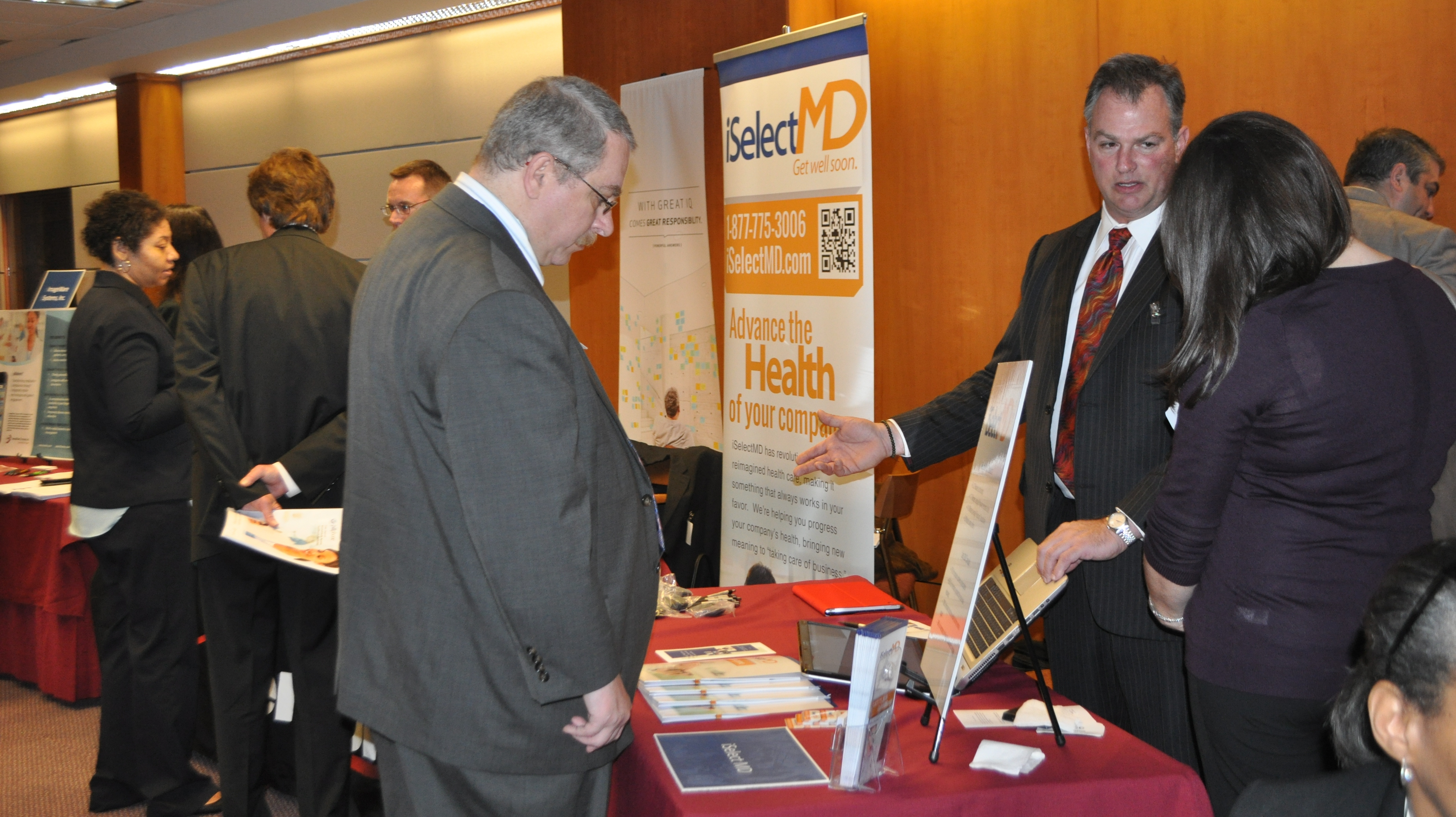
미국 연방통신위원회가 주관한 모바일 헬스 박람회 (2013)

모바일 헬스 앱의 검증과 정보의 부정확성, 규제에 대한 논란이 꾸준히 제기되고 있다.

## 같이 보기
- eHealth
- uHealth
- 스마트 헬스케어
- 의료 산업
- 보건의료체계